# Meisje, ik ben een zeeman
Meisje, ik ben een zeeman is een single van de Nederlandse popgroep New Four uit 1980. Het stond in hetzelfde jaar als eerste track op het album Vrij zijn als een vogel.

## Achtergrond
Meisje, ik ben een zeeman is geschreven door Ad Kraamer en Hendrikus Weymans en geproduceerd door Kraamer. Het is een smartlap waarin de liedverteller zingt over de relatie tussen een zeeman en zijn geliefde. Als de zeeman op zee is, is zijn meisje alleen. Hier is hij verdrietig om. Het lied was begin jaren tachtig veel in kroegen te horen en bij het opzetten van het lied, gingen de gasten achter elkaar zitten op de grond. Hierna bootsten ze op de maat van de muziek een roeiboot na. De B-kant van de single is Geluk kent geen grenzen, welke als zesde track op hetzelfde album te vinden is.

## Hitnoteringen
Het lied behaalde in Nederland enkele successen. Het piekte op de zesde plaats van de Nationale Hitparade waarin het tien weken te vinden was. De piekpositie in de Top 40 was de veertiende plek. Het stond negen weken in deze hitlijst.